# Grammy Awards 1997
Die Grammy Awards wurden am 26. Februar 1997 zum 39. Mal verliehen. Im vergangenen Musikjahr feierten gleich zwei Künstler „Wiederauferstehung“. Aus einem Demo des 1980 verstorbenen John Lennon erstellten seine ehemaligen Kollegen eine neue Beatles-Single: Free as a Bird. Und der 1965 verstorbene Nat King Cole kam mittels moderner Mischtechnik zu einem Duett mit seiner Tochter Natalie: When I Fall In Love. Beides Grammy-würdige Leistungen.
Der wichtigste Musikpreis der USA wurde in 90 Kategorien in 26 Feldern ausgelobt, acht Ehren-Grammys gab es für das Lebenswerk.

## Hauptkategorien
Single des Jahres (Record of the Year):
- Change the World von Eric Clapton

Album des Jahres (Album of the Year):
- Falling into You von Céline Dion

Song des Jahres (Song of the Year):
- Change the World von Eric Clapton (Autoren: Gordon Kennedy, Wayne Kirkpatrick, Tommy Sims)

Bester neuer Künstler (Best New Artist):
- LeAnn Rimes

## Arbeit hinter dem Mischpult
Produzent des Jahres (Producer Of The Year):
- Babyface

Klassikproduzent des Jahres (Classical Producer Of The Year):
- Joanna Nickrenz

Beste Abmischung eines Albums, ohne klassische Musik (Best Engineered Album, Non-Classical):
- Q’s Jook Joint von Quincy Jones

Beste Abmischung einer Klassikaufnahme (Best Classical Engineered Recording):
- Copland: Dance Symphony, Short Symphony, Organ Symphony von Saint Louis Symphony unter Leitung von Leonard Slatkin

## Pop
Beste weibliche Gesangsdarbietung – Pop (Best Female Pop Vocal Performance):
- Un-Break My Heart von Toni Braxton

Beste männliche Gesangsdarbietung – Pop (Best Male Pop Vocal Performance):
- Change the World von Eric Clapton

Beste Darbietung eines Duos oder einer Gruppe mit Gesang – Pop (Best Pop Performance By A Duo Or Group With Vocals):
- Free as a Bird von den Beatles

Beste Zusammenarbeit mit Gesang – Pop (Best Pop Collaboration With Vocals):
- When I Fall in Love von Natalie Cole with Nat King Cole

Beste Instrumentaldarbietung – Pop (Best Pop Instrumental Performance):
- The Sinister Minister von Béla Fleck & The Flecktones

Bestes Popalbum (Best Pop Album):
- Falling into You von Céline Dion

## Traditioneller Pop
Bestes Gesangsalbum – Traditioneller Pop (Best Traditional Pop Vocal Album):
- Here’s to the Ladies von Tony Bennett

## Rock
Beste weibliche Gesangsdarbietung – Rock (Best Female Rock Vocal Performance):
- If It Makes You Happy von Sheryl Crow

Beste männliche Gesangsdarbietung – Rock (Best Male Rock Vocal Performance):
- Where It’s At von Beck

Beste Darbietung eines Duos oder einer Gruppe mit Gesang – Rock (Best Rock Performance By A Duo Or Group With Vocals):
- So Much to Say von der Dave Matthews Band

Beste Hard-Rock-Darbietung (Best Hard Rock Performance):
- Bullet with Butterfly Wings von den Smashing Pumpkins

Beste Metal-Darbietung (Best Metal Performance):
- Tire Me von Rage Against the Machine

Beste Darbietung eines Rockinstrumentals (Best Rock Instrumental Performance):
- SRV Shuffle von Eric Clapton, Robert Cray, Buddy Guy, B. B. King, Art Neville, Bonnie Raitt & Jimmie Vaughan

Bester Rocksong (Best Rock Song):
- Give Me One Reason von Tracy Chapman

Bestes Rock-Album (Best Rock Album):
- Sheryl Crow von Sheryl Crow

## Alternative
Bestes Alternative-Album (Best Alternative Music Album):
- Odelay von Beck

## Rhythm & Blues
Beste weibliche Gesangsdarbietung – R&B (Best Female R&B Vocal Performance):
- You’re Makin’ Me High von Toni Braxton

Beste männliche Gesangsdarbietung – R&B (Best Male R&B Vocal Performance):
- Your Secret Love von Luther Vandross

Beste Darbietung eines Duos oder einer Gruppe mit Gesang – Pop (Best R&B Performance By A Duo Or Group With Vocals):
- Killing Me Softly with His Song von den Fugees

Bester R&B-Song (Best R&B Song):
- Exhale (Shoop Shoop) von Whitney Houston (Autor: Kenneth Edmonds)

Bestes R&B-Album (Best R&B Album):
- Words von The Tony Rich Project

## Rap
Beste Solodarbietung – Rap (Best Rap Solo Performance):
- Hey Lover von LL Cool J

Beste Darbietung eines Duos oder einer Gruppe – Rap (Best Rap Performance By A Duo Or Group):
- Tha Crossroads von Bone Thugs-N-Harmony

Bestes Rap-Album (Best Rap Album):
- The Score von den Fugees

## Country
Beste weibliche Gesangsdarbietung – Country (Best Female Country Vocal Performance):
- Blue von LeAnn Rimes

Beste männliche Gesangsdarbietung – Country (Best Male Country Vocal Performance):
- Worlds Apart von Vince Gill

Beste Countrydarbietung eines Duos oder einer Gruppe (Best Country Performance By A Duo Or Group With Vocal):
- My Maria von Brooks & Dunn

Beste Zusammenarbeit mit Gesang – Country (Best Country Collaboration With Vocals):
- High Lonesome Sound von Alison Krauss & Union Station & Vince Gill

Bestes Darbietung eines Countryinstrumentals (Best Country Instrumental Performance):
- Jam Man von Chet Atkins

Bester Countrysong (Best Country Song):
- Blue von LeAnn Rimes (Autor: Bill Mack)

Bestes Countryalbum (Best Country Album):
- The Road to Ensenada von Lyle Lovett

Bestes Bluegrass-Album (Best Bluegrass Album):
- True Life Blues – The Songs Of Bill Monroe von verschiedenen Interpreten

## New Age
Bestes New-Age-Album (Best New Age Album):
- The Memory of Trees von Enya

## Jazz
Beste zeitgenössisches Jazzdarbietung (Best Contemporary Jazz Performance):
- High Life von Wayne Shorter

Beste Jazz-Gesangsdarbietung (Best Jazz Vocal Performance):
- New Moon Daughter von Cassandra Wilson

Bestes Jazz-Instrumentalsolo (Best Jazz Instrumental Solo):
- Cabin Fever von Michael Brecker

Beste Jazz-Instrumentaldarbietung, Einzelkünstler oder Gruppe (Best Jazz Instrumental Performance, Individual or Group):
- Tales from the Hudson von Michael Brecker

Beste Darbietung eines Jazz-Großensembles (Best Large Jazz Ensemble Performance):
- Live at Manchester Craftsmen’s Guild von Grover Mitchell (mit dem Count Basie Orchestra und den New York Voices)

Beste Latin-Jazz-Darbietung (Best Latin Jazz Performance):
- Portraits of Cuba von Paquito D’Rivera

## Gospel
Bestes Rock-Gospel-Album (Best Rock Gospel Album):
- Jesus Freak von dc Talk

Bestes zeitgenössisches / Pop-Gospelalbum (Best Pop / Contemporary Gospel Album):
- Tribute – The Songs of Andrae Crouch von verschiedenen Interpreten

Bestes Gospel-, Country-Gospel- oder Bluegrass-Gospel-Album (Best Gospel, Country Gospel Or Bluegrass Gospel Album):
- I Love to Tell the Story – 25 Timeless Hymns von Andy Griffith

Bestes traditionelles Soul-Gospelalbum (Best Traditional Soul Gospel Album):
- Face to Face von Cissy Houston

Bestes zeitgenössisches Soul-Gospelalbum (Best Contemporary Soul Gospel Album):
- Whatcha Lookin’ 4 von Kirk Franklin

Bestes Gospelchor-Album (Best Gospel Album By A Choir Or Chorus):
- Just a Word von Shirley Caesar’s Outreach Convention Choir

## Latin
Beste Latin-Pop-Darbietung (Best Latin Pop Performance):
- Enrique Iglesias von Enrique Iglesias

Beste Tropical-Latin-Darbietung (Best Tropical Latin Performance):
- La rosa de los vientos von Rubén Blades

Beste Darbietung mexikanisch-amerikanischer oder Tejano-Musik (Best Mexican-American / Tejano Music Performance)
- Un millon de rosas von La Mafia

## Blues
Bestes traditionelles Blues-Album (Best Traditional Blues Album):
- Deep in the Blues von James Cotton

Bestes zeitgenössisches Blues-Album (Best Contemporary Blues Album):
- Just Like You von Keb’ Mo’

## Folk
Bestes traditionelles Folkalbum (Best Traditional Folk Album):
- Pete von Pete Seeger

Bestes zeitgenössisches Folkalbum (Best Contemporary Folk Album):
- The Ghost of Tom Joad von Bruce Springsteen

## Reggae
Bestes Reggae-Album (Best Reggae Album):
- Hall of Fame – A Tribute to Bob Marley’s 50th Anniversary von Bunny Wailer

## Weltmusik
Bestes Weltmusikalbum (Best World Music Album):
- Santiago von den Chieftains

## Polka
Bestes Polkaalbum (Best Polka Album):
- Polka! All Night Long von Jimmy Sturr

## Für Kinder
Bestes Musikalbum für Kinder (Best Musical Album For Children):
- Dedicated to the One I Love von Linda Ronstadt

Bestes gesprochenes Album für Kinder (Best Spoken Word Album For Children):
- Stellaluna von David Holt

## Sprache
Bestes gesprochenes oder Nicht-Musik-Album (Best Spoken Word Or Non-musical Album):
- It Takes a Village von Hillary Clinton

Bestes gesprochenes Comedyalbum (Best Spoken Comedy Album):
- Rush Limbaugh Is a Big Fat Idiot von Al Franken

## Musical Show
Bestes Musical-Show-Album (Best Musical Show Album):
- Riverdance von Bill Whelan

## Komposition / Arrangement
Beste Instrumentalkomposition (Best Instrumental Composition):
- Manhattan (Island of Lights and Love) von Herbie Hancock (Autoren: Herbie Hancock, Jean Hancock)

Bestes Instrumentalarrangement (Best Instrumental Arrangement):
- An American Symphony (Mr. Holland’s Opus) (Arrangeur: Michael Kamen)

Bestes Instrumentalarrangement mit Gesangsbegleitung (Best Instrumental Arrangement With Accompanying Vocal(s)):
- When I Fall in Love von Natalie Cole mit Nat King Cole (Arrangeure: Alan Broadbent, David Foster)

Bester Song geschrieben speziell für Film oder Fernsehen (Best Song Written Specifically For A Motion Picture Or For Television):
- Because You Loved Me (aus Aus nächster Nähe) von Céline Dion (Autor: Diane Warren)

Beste Instrumentalkomposition geschrieben für Film oder Fernsehen (Best Instrumental Composition Written For A Motion Picture Or For Television):
- Independence Day von David Arnold

## Packages und Album-Begleittexte
Bestes Aufnahme-Paket (Best Recording Package):
- Ultra-Lounge (Leopard Skin Sampler) von verschiedenen Interpreten

Bestes Aufnahme-Paket als Box (Best Recording Package – Boxed):
- The Complete Columbia Studio Recordings von Miles Davis & Gil Evans

Bester Album-Begleittext (Best Album Notes):
- The Complete Columbia Studio Recordings von Miles Davis & Gil Evans (Verfasser: Bill Kirchner, Bob Belden, George Avakian, Phil Schaap)

## Historische Aufnahmen
Bestes historisches Album (Best Historical Album):
- The Complete Columbia Studio Recordings von Miles Davis & Gil Evans

## Klassische Musik
Bestes Klassik-Album (Best Classical Album):
- Corigliano: Of Rage And Remembrance vom Männerchor der Washington Choral Arts Society, dem Männerchor der Washington Oratorio Society und dem National Symphony Orchestra unter Leitung von Leonard Slatkin

Beste Orchesterdarbietung (Best Orchestral Performance):
- Prokofjew: Romeo und Julia (Szenen aus dem Ballett) vom San Francisco Symphony unter Leitung von Michael Tilson Thomas

Beste Opernaufnahme (Best Opera Recording):
- Britten: Peter Grimes von Philip Langridge, Alan Opie, Janice Watson, dem London Symphony Chorus und der City of London Sinfonia unter Leitung von Richard Hickox

Beste Chordarbietung (Best Choral Performance):
- Walton: Beshazzar’s Feast vom Bournemouth Symphony Orchestra & Chorus unter Leitung von Andrew Litton

Beste Soloinstrument-Darbietung mit Orchester (Best Instrumental Soloist(s) Performance with Orchestra):
- Bartók: Die drei Klavierkonzerte von Yefim Bronfman und dem Los Angeles Philharmonic unter Leitung von Esa-Pekka Salonen

Beste Soloinstrument-Darbietung ohne Orchester (Best Instrumental Soloist(s) Performance without Orchestra):
- The Romantic Master – Works of Saint-Saëns, Händel von Earl Wild

Beste Kammermusik-Darbietung (Best Chamber Music Performance):
- Corigliano: Streichquartett vom Cleveland Quartet

Beste Darbietung eines Kleinensembles (Best Small Ensemble Performance):
- Boulez: … Explosante-fixe vom Ensemble intercontemporain unter Leitung von Pierre Boulez

Beste klassische Gesangsdarbietung (Best Classical Vocal Performance):
- Opernarien – Werke von Mozart, Wagner, Borodin von Bryn Terfel und dem Metropolitan Opera Orchestra unter Leitung von James Levine

Beste zeitgenössische klassische Komposition (Best Classical Contemporary Composition):
- Streichquartett vom Cleveland Quartet (Komponist: John Corigliano)

## Musikvideo
Bestes Musik-Kurzvideo (Best Short Form Music Video):
- Free as a Bird von den Beatles

Bestes Musik-Langvideo (Best Long Form Music Video):
- The Beatles Anthology von den Beatles

## Special Merit Awards

### Grammy Lifetime Achievement Award
- Frank Zappa
- Bobby Bland
- Everly Brothers
- Judy Garland
- Stéphane Grappelli
- Buddy Holly
- Charles Mingus
- Oscar Peterson

Trustees Award
- Herb Alpert
- Jerry Moss
- Burt Bacharach
- Hal David
- Alan Jay Lerner
- Frederick Loewe
- Jerry Leiber
- Mike Stoller